# Chris Olivero
Pour les articles homonymes, voir Olivero.
Christopher Anthony Olivero, connu sous le diminutif de Chris Olivero, (né le 15 octobre 1984 à Stockton, Californie, aux États-Unis) est un acteur américain.

## Biographie
Chris Olivero est né le 15 octobre 1984 à Stockton en Californie. Il est connu pour avoir joué dans plusieurs séries américaines (Boston Public, 24 heures chrono, Les Experts : Miami, NCIS : Enquêtes spéciales).
Il apparait à la télévision pour la première fois, à environ l'âge de 15 ans, dans une série américaine Deuxième Chance où il joue le personnage de Evan Fisher dans l'épisode 9. Il tourne ensuite en 2000 dans un long métrage américain Les grandes retrouvailles (By Dawn's Early Light), Dans ce film Chris joue le rôle de Michael Lewis, le personnage principal, un ado vantard qui ne veut pas passer ses vacances chez son grand-père et qui souhaite rentrer à Los Angeles.
Il est plus connu en France pour son rôle de Declan McDonough dans la série Kyle XY.
Il s'est marié en 2006 avec l'actrice Alexandra Picatto.

## Filmographie
- 1999 : Deuxième Chance (Once and again) saison 1 épisode 9 : Mes petits cœurs (Outside Hearts)
- 2000 : Les Grandes Retrouvailles
- 2001 : Philly saison 1, épisode 15 : L'espoir (Lies of Minelli)
- 2002 : Double Équipe : Galen Alderman.
- 2003 : NCIS : Enquêtes spéciales, saison 1 épisode 3 : Réactions en chaîne
- 2004 : Les Experts : Miami saison 03 ; épisode 05
- 2005 : Le Manoir de la magie : Hunter
- 2005 : Ghost Whisperer Saison 1, Episode 20
- 2005 : 24 heures chrono Saison 4, Episode 16
- 2006 - 2009 : Kyle XY : Declan McDonough
- 2015 : NCIS : Los Angeles : David Mills